# Velká dolnosokolská jeskyně
Velká dolnosokolská jeskyně (před 26. lednem 2009 Velká jeskyně v Dolním Sokole) je veřejnosti volně přístupná jeskyně a zároveň přírodní památka v pohoří Považský Inovec. Nachází se v podcelku Krahulčí vrchy v útvaru Sokolí skály v nadmořské výšce 484 m, přibližně 2,2 km západně od vrcholu Marhát. Nachází se v katastrálním území obce Hubina v okrese Piešťany v Trnavském kraji. Vytvořily ji prosakující pukliny v celistvých vápencích středního triasu. Její prostory byly rozšířeny i mrazovým zvětráváním, zejména v chladných obdobích kvartéru. Délka pozemní chodby je patnáct metrů. Jeskyně je významná archeologickými nálezy z neolitu.
Veľká dolnosokolská jaskyňa je přírodní památka ve správě příspěvkové organizace Správa slovenských jeskyní. Území bylo vyhlášeno v roce 1994.